# Tlalocohyla
Tlalocohyla ist eine Gattung aus der Familie der Laubfrösche (Hylidae). Sie ist nach der aztekischen Gottheit Tlaloc benannt.

## Beschreibung
Die Gattung Tlalocohyla wurde im Jahr 2005 nach molekularbiologischen Untersuchungen aus der Gattung Hyla ausgegliedert. Sie ist hauptsächlich durch verschiedene genetische Differenzierungen von anderen Gattungen abgegrenzt. Es ist bislang keine morphologische Synapomorphie des Taxons bekannt.

## Vorkommen
Das Gebiet, in dem die Gattung vorkommt, umfasst das tropische Tiefland von Mexiko bis Costa Rica.

## Systematik
Die Gattung Tlalocohyla wurde 2005 durch Faivovich et al. erstbeschrieben. Die Typusart ist Tlalocohyla smithii, sie wurde ursprünglich im Jahr 1902 von George Albert Boulenger als Hyla smithii beschrieben.
Vier Arten der Gattung Tlalocohyla gehörten früher der Gattung Hyla an, im Jahr 2022 kam eine weitere Art dazu.
Stand: 10. September 2022
- Tlalocohyla celeste Varela-Soto, Abarca, Brenes-Mora, Aspinall, Leenders & Shepack, 2022[3]
- Tlalocohyla godmani (Günther, 1901)
- Tlalocohyla loquax (Gaige & Stuart, 1934)
- Tlalocohyla picta (Günther, 1901)
- Tlalocohyla smithii (Boulenger, 1902)